# Pandèmia de COVID-19 a la República d'Irlanda
La presència de la pandèmia per coronavirus de 2019-2020 a Irlanda es va confirmar el 29 de febrer de 2020 arran de l'anunci que va fer Tony Holohan, el director mèdic del Departament Irlandès de Salut. Els casos confirmats de persones contaminades augmentaren després de manera ràpida a partir del 5 de març. Entre les respostes mampreses pel govern irlandès per a evitar l'expansió de l'epidèmia, es va decretar el 6 de març l'anul·lació de les celebracions del dia de Sant Patrici i de tots els altres festivals del país. L'11 de març s'anunciava la primera víctima mortal, un home d'edat avançada.
L'endemà, el dijous 12 de març, El Taoiseach (cap de govern, primer ministre en irlandès) Leo Varadkar va informar també del tancament de totes les escoles, universitats i guarderies amb alhora molts altres serveis públics a partir de les 6 de la tarda del mateix dia, fins almenys el 29 de març. Aquestes mesures de salut pública es van veure allargades i ampliades posteriorment fins a almenys el 19 d'abril del 2020.
En data del 18 d'abril, s'han comptabilitzat 14.758 casos confirmats, 77 persones guarides i 4571 morts.

## Dades cronològiques

### Febrer
El 29 de febrer, es va fer públic el primer cas confirmat d'infecció de Covid-19, un estudiant de l'est del país que havia tornat del nord d'Itàlia on el virus ja s'havia estès a gran part de les regions padanes. A conseqüència es va tancar una escola d'ensenyament secundari lligada a aquesta primera infecció, la Scoil Chaitríona a Glasnevin.

### Març

Distribució del nombre de casos confirmats a Irlanda el 17 de març del 2020
Més de 100 casos confirmats
Entre 11 i 99 casos confirmats cases
Entre 1 i 10 casos confirmats

A partir del començament del mes de març l'aparició de casos es va accelerar ràpidament. El 3 de març el govern assabentava la premsa d'un segon cas, una dona que també havia tornat del nord d'Itàlia, sense cap relació amb el primer cas. L'endemà es va confirmar que hi havia quatre altres persones infectades, dues dones i dos homes que també venien de la mateixa àrea. Els casos confirmats augmentaren després de manera gairebé exponencial (13 casos el 5 de març, 18 l'endemà, 19 el 7 de març, 21 l'endemà, 24 el 9 de març i 34 el 10 del mateix mes) fins a la confirmació de la primera víctima mortal l'11 de març, un pacient d'edat avançada, que va morir al Naas General Hospital del Comtat de Kildare.
El 9 de març del 2020, s'havia fet la prova a 1.784 persones, i el 17 del mateix mes la gent que havia pogut esbrinar si eren positius o no ja eren 6.636.
El 12 de març, es van enregistrar 27 nous casos confirmats, apujant el total de persones infectades a Irlanda a 70. Per a respondre a la progressió de l'epidèmia, el Taoiseach Leo Varadkar va anunciar el tancament de totes les escoles, les universitats i llars d'infants fins al 29 de març. L'anunci, que va arribar un dia després que l'Organització Mundial de la Salut declarés formalment que es tractava d'una pandèmia, també marcà el moviment d'Irlanda des de la fase de contenció en la seva estratègia per a lluitar contra l'expansió del virus (una tàctica que el Departament del Taoiseach havia reafirmat tot just tres dies abans) cap a la fase de retardament.